# Banauei rizsteraszok

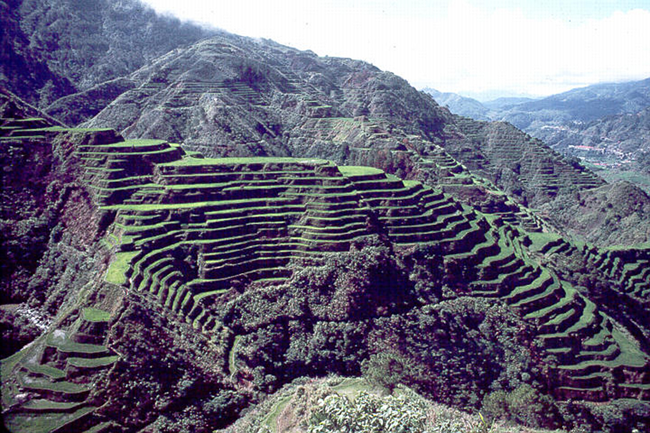
A banauei rizsteraszok

A banauei rizsteraszok mesterségesen kialakított, a hegyoldalakba vájt 10 000 km²-es területet elfoglaló teraszok Fülöp-szigetek Ifugao tartományban.   

## Létrejötte
A 2-3 ezer éve létrejött, megkapó szépségű teraszok a Fülöp-szigetek látványosságai közé tartoznak. A sík termőföldek hiányában vájták őket a hegyoldalakba az itt élő emberek, lényegében mindenféle segédeszköz nélkül, pusztán a kézerejüket használva. Mintegy 10 000 km²-es területet elfoglaló rizsteraszokat a hegyekből lezúduló víz táplálja a praktikusan kialakított öntözőcsatorna-rendszer segítségével.

## Világörökség része
A helybéliek alapvető élelmiszerének számító rizs mellett különféle zöldséget is megteremnek a magaslatokon, bár a fárasztó mezőgazdasági munkát egyre kevesebb fiatal vállalja, s inkább a városokba költöznek, és ott próbálnak boldogulást találni. A jellegzetes lépcsők állapota a kevesebb gondozás miatt egyre romlik, az erózió súlyos károkat okoz bennük, ám ennek ellenére évről évre egyre több turista látogat el a teraszokhoz, jelentős bevételi forrásokhoz juttatva az ott élőket.
Az 1995 óta a világörökség részének számító rizsültetvények környéke eredetileg gyér növényzetű vidék volt, és csupán az emberi erő és lelemény varázsolt belőlük földi paradicsomot. A hatalmas erőfeszítések árán kivájt teraszok oldalait előbb kővel és fával erősítették meg a természettel harcba szálló emberek, majd a völgyekből felhozott termőföld segítségével tették termékennyé a hegyoldalakat. A rizsteraszoknak helyet adó Ifugao tartomány a Fülöp-szigetek  azon vidékei közé tartozik, ahol az életszínvonal kissé magasabb, a filippínók életkörülményeik valamivel jobbak, mint az ország más részein. Nemcsak a táplálékot adó lépcsőzetes teraszok adnak páratlan élményt az ide látogató turistáknak, hanem a rengeteg színpompás virág és üde zöld bokor is, amelyet a helybéliek ültettek el, hogy még díszesebbé varázsolják környezetüket. Az általuk megtermelt rizs íze egyébként némileg eltér a megszokottól, illetve vöröses színével küllemre sem hasonlít a többi fajtához.